# 不完全Γ函數

Incomplete lowe gamma function 3D

Incomplete lower gamma function animation

Incomplete Upper gamma function complex 3D animation

在数学中，上不完全Γ函数和下不完全Γ函数是{\displaystyle \Gamma }函数的推广。它们的定义分别如下：
{\displaystyle \Gamma (s,x)=\int _{x}^{\infty }t^{s-1}\,e^{-t}\,{\rm {d}}t.\,\!\qquad \gamma (s,x)=\int _{0}^{x}t^{s-1}\,e^{-t}\,{\rm {d}}t.\,\quad \Re (s)>0,x\in \mathbb {R} _{0}^{+}}
通过解析延拓可以将定义域拓展到 C×C （除去可数个奇点外），详见下文。

## 记号
如无特别说明，在本文中，以 x 表示非负实数，以 z 表示任意复数。

## 基本性质
在上面定义的约束条件下，通过分部积分，可以计算得递归关系：
{\displaystyle \Gamma (s,x)=(s-1)\Gamma (s-1,x)+x^{s-1}e^{-x}}
以及反过来：
{\displaystyle \gamma (s,x)=(s-1)\gamma (s-1,x)-x^{s-1}e^{-x}}
因为正常的{\displaystyle \Gamma }函数定义为：
{\displaystyle \Gamma (s)=\int _{0}^{\infty }t^{s-1}\,e^{-t}\,{\rm {d}}t}
故有：
{\displaystyle \Gamma (s)=\Gamma (s,0)}
以及
{\displaystyle \gamma (s,x)+\Gamma (s,x)=\Gamma (s).}

## 解析延拓

### 下不完全伽玛函数

#### 解析延拓的方法
在最原始的定义式中，积分是沿着实轴进行的，故要求在 γ(s,z) 中，
{\displaystyle z\in \mathbb {R} _{0}^{+},\Re (s)>0}
运用上一小节里面的关系式，可以用下式来进行解析延拓：
{\displaystyle \gamma (s,z)=\sum _{k=0}^{\infty }{\frac {z^{s}e^{-z}z^{k}}{s(s+1)\dots (s+k)}}=z^{s}\,\Gamma (s)\,e^{-z}\sum _{k=0}^{\infty }{\frac {z^{k}}{\Gamma (s+k+1)}}}
由比值审敛法可知，右边的级数的收敛半径是无穷大。
由魏尔斯特拉斯原理，下式中的函数，有时记作{\displaystyle \gamma ^{*}}，是关于 s 和 z 的整函数。
{\displaystyle \gamma ^{*}(s,z):=e^{-z}\sum _{k=0}^{\infty }{\frac {z^{k}}{\Gamma (s+k+1)}}}
因此下面的分解式
{\displaystyle \gamma (s,z)=z^{s}\,\Gamma (s)\,\gamma ^{*}(s,z)}
的确给出了下不完全伽玛函数的一个解析延拓。其中前两个因子给出了下不完全伽玛函数的奇点（即z=0 或 s 为非正整数），而后面的因子则给出了下不完全伽玛函数的零点。

#### 多值性
下不完全伽玛函数的多值性来自于因子 zs 的多值性。如无特别说明，本文限制 z 的辐角绝对值小于 π。

#### 积分表达式
在选定了 zs 的单值分支之后，下不完全伽玛函数的积分定义式可以自然地拓展到 z 为任意复数的情形，只是此时该积分应该理解为复平面上的路径积分，且积分路径需避开单值分支间的割线。需注意的是此时仍然要求 s 的实部大于 0，否则积分不收敛。

#### z→∞ 时的极限
s为正实数的情形，有定义式有：
{\displaystyle \lim _{z\rightarrow +\infty }\gamma (s,z)=\Gamma (s)}
s为复数且不为非正整数的情形，可以证明：
{\displaystyle \lim _{|z|\rightarrow +\infty }\gamma (s,z)=\Gamma (s),\quad |\arg z|<{\frac {\pi }{2}}-\varepsilon }
后面的条件相当于要求 z 的实部为正值且辐角取主值。

#### 总结
根据上面的讨论，下不完全伽玛函数有下列性质：
- 当 s 为正整数时是 z 的整函数；
- 当 s 不是整数时是 z 的多值全纯函数，z=0 是其枝点；
- 对于确定的 z，指定主分支后，下不完全伽玛函数是 s 的亚纯函数，非正整数是其一阶极点[注 1]。

### 上不完全伽玛函数

#### 解析延拓的方法
当 z 为正实数，s 为实部大于 0 的复数时，有定义显然有：
{\displaystyle \Gamma (s,z)=\Gamma (s)-\gamma (s,z)}
由于伽玛函数和下不完全伽玛函数关于 s,z 都至少是亚纯函数，上式可以自然地作解析延拓，并以此作为上不完全伽玛函数的定义。下不完全伽玛函数的多值性自然地导致上不完全伽玛函数的多值性，下面的讨论基于主分支。
进一步地，由黎曼可去奇点原理，由于等号右边在 s 取非正整数时的邻域内有界，故作为 s 的函数，非正整数是上不完全伽玛函数的可去奇点，可以通过对等号右边取极限来定义非正整数时上不完全伽玛函数的值。下面以 s=0 为例来说明这种极限过程，其它情况可以类推得到。
事实上，在下不完全伽玛函数的积分表达式中，将指数函数用其泰勒展开式代换，得到：
{\displaystyle \gamma (s,x)=\int _{0}^{x}t^{s-1}e^{-t}\operatorname {d} t=\int _{0}^{x}\sum _{k=0}^{\infty }(-1)^{k}\,{\frac {t^{s+k-1}}{k!}}\operatorname {d} t=\sum _{k=0}^{\infty }(-1)^{k}\,{\frac {x^{s+k}}{k!(s+k)}}=x^{s}\,\sum _{k=0}^{\infty }{\frac {(-x)^{k}}{k!(s+k)}}}
即，
{\displaystyle \gamma ^{*}(s,x)=\sum _{k=0}^{\infty }{\frac {(-x)^{k}}{k!\,\Gamma (s)(s+k)}}.}
上式实际上给出了 γ(s,z) 的一个级数表示，给定 s 后，由比值审敛法知上式的收敛半径为无穷大。下面的讨论将 x 换成 z（z≠0）。
{\displaystyle \gamma (s,z)-{\frac {1}{s}}=-{\frac {1}{s}}+z^{s}\,\sum _{k=0}^{\infty }{\frac {(-z)^{k}}{k!(s+k)}}={\frac {z^{s}-1}{s}}+z^{s}\,\sum _{k=1}^{\infty }{\frac {(-z)^{k}}{k!(s+k)}},\quad \Re (s)>-1,\,s\neq 0}
上式等号右边第二项当 s=0 时有良好的定义，第一项在 s→0 时的极限存在，故等号右边于 s→0 时的极限存在，并可以用它来定义等号左边的值。
{\displaystyle \lim _{s\rightarrow 0}\gamma (s,z)-{\frac {1}{s}}=\ln z+\sum _{k=1}^{\infty }{\frac {(-z)^{k}}{k\cdot k!}}}
另一方面，由伽玛函数的魏尔斯特拉斯无穷乘积表示有：
{\displaystyle \lim _{s\rightarrow 0}\Gamma (s)-{\frac {1}{s}}=-\gamma }
γ 是欧拉-马歇罗尼常数。于是，可以定义
{\displaystyle \Gamma (0,z)=\lim _{s\rightarrow 0}\left[\Gamma (s)-{\frac {1}{s}}-\left(\gamma (s,z)-{\frac {1}{s}}\right)\right]=-\gamma -\ln z-\sum _{k=1}^{\infty }{\frac {(-z)^{k}}{k\,(k!)}}}
这样就证明了 s=0 的确是上不完全伽玛函数的可去奇点。

#### 总结
上不完全伽玛函数的其它解析性质可以由下不完全伽玛函数和（完全）伽玛函数的解析性质得到。结果如下：
- 当 s 是正整数时，是 z 的整函数；
- 当 s 不是整数时，是 z 的多值全纯函数，z=0 是其枝点；
- 选定单值分支后，对 z≠0，是 s 的整函数；
- 当 s 的实部大于零且 z=0 时，等于（完全）伽玛函数 Γ(s)；

注意最后一条对一般的 s 并不成立。特别地，当 s 为负实数且不为整数时，Γ(s) 是实数，而 Γ(s,0) 没有定义。

## 特殊值
{\displaystyle \Gamma (s,0)=\Gamma (s),\quad \Re (s)>0}
下面一组关系式都能够由积分表达式直接得出，其中第三、四式中的函数是指数积分，第五、六式中的函数分别是余误差函数和误差函数：
{\displaystyle \Gamma (1,z)=e^{-z}}
{\displaystyle \gamma (1,z)=1-e^{-z}}
{\displaystyle \Gamma (0,x)=-{\rm {Ei}}(-x),\quad x>0,}
{\displaystyle \Gamma (s,z)=z^{s}\,{\rm {E}}_{1-s}(z),\quad s\in \mathbb {R} ^{+}}
{\displaystyle \Gamma \left({\tfrac {1}{2}},x\right)={\sqrt {\pi }}\,{\rm {erfc}}\left({\sqrt {x}}\right),}
{\displaystyle \gamma \left({\tfrac {1}{2}},x\right)={\sqrt {\pi }}\,{\rm {erf}}\left({\sqrt {x}}\right).}

## 与合流超几何函数的关系
上不完全伽玛函数和下不完全伽玛函数都可以用合流超几何函数表示，详见合流超几何函数一文。

## 导函数
由不完全伽玛函数的积分表达式显然有：
{\displaystyle {\frac {\partial \gamma (s,z)}{\partial z}}=-{\frac {\partial \Gamma (s,z)}{\partial z}}=z^{s-1}e^{-z}}
尽管积分表达式为保证收敛性要加上 s 的实部大于零的限制，但上式并没有这种限制。这可以通过 s 的实部大于零时的对应表达式两边作解析延拓证明。
另一方面，不完全伽玛函数对 s 的偏导数是 Meijer G-函数的特例，事实上，定义
{\displaystyle T(m,s,z)=G_{m-1,\,m}^{\,m,\,0}\!\left(\left.{\begin{matrix}0,0,\dots ,0\\s-1,-1,\dots ,-1\end{matrix}}\;\right|\,x\right)}
则有：
{\displaystyle {\frac {\partial \Gamma (s,z)}{\partial s}}=\Gamma (s,z)\ln z+z\,T(3,s,z)}
{\displaystyle {\frac {\partial ^{2}\Gamma (s,z)}{\partial s^{2}}}=\Gamma (s,z)\ln ^{2}z+2z[\ln z\,T(3,s,z)+T(4,s,z)]}
更一般地：
{\displaystyle {\frac {\partial ^{m}\Gamma (s,z)}{\partial s^{m}}}=\Gamma (s,z)\ln ^{m}z+mz\,\sum _{n=0}^{m-1}(m-1)_{n}\ln ^{m-n-1}z\,T(3+n,s,z)}
式中 (m-1)n 是下降阶乘幂的 Pochhammer 记号。
事实上
{\displaystyle \int _{x}^{\infty }{\frac {t^{s-1}\ln ^{m}t}{e^{t}}}{\rm {d}}t={\frac {\partial ^{m}}{\partial s^{m}}}\int _{x}^{\infty }{\frac {t^{s-1}}{e^{t}}}{\rm {d}}t={\frac {\partial ^{m}}{\partial s^{m}}}\Gamma (s,x)}
利用上式和 Mellin 变换的性质，并作解析延拓，就可以得到上不完全伽玛函数对参变量的高阶偏导数的表达式。

## 注
1. ↑  这可以由上面的分解式和伽玛函数的奇点的性质得到
2. ↑  见相关小节的第二式